# Nová Ves (Eslováquia)
Nová Ves é um município da Eslováquia, situado no distrito de Veľký Krtíš, na região de Banská Bystrica. Tem 8,5 km² de área e sua população em 2018 foi estimada em 426 habitantes.

## Demografia
| Ano:        | 1994 | 2004   | 2014    | 2024    |
| ----------- | ---- | ------ | ------- | ------- |
| Broj ljudi: | 354  | 366    | 412     | 466     |
| Razlika:    |      | +3,38% | +12,56% | +13,10% |

| Ano:               | 2023 | 2024   |
| ------------------ | ---- | ------ |
| Número de pessoas: | 441  | 466    |
| Diferença:         |      | +5,66% |